# Companhia Siderúrgica Paulista
A Companhia Siderúrgica Paulista (COSIPA), também conhecida como Usina José Bonifácio de Andrade e Silva, foi uma siderúrgica brasileira localizada no município paulista de Cubatão, no litoral do estado de São Paulo, no Brasil. Possuía 12 milhões de metros quadrados, incluindo um porto privativo alfandegado e que pode operar 12 milhões de toneladas/ano, e um complexo ferroviário com capacidade de atender 4 milhões de toneladas/ano. A empresa contava com cerca de 5 500 empregados, dos quais 5 300 trabalhando na Usina de Cubatão. 
A empresa produzia aços planos não revestidos, (placas, chapas grossas, laminados a quente e a frio), que atendem segmentos estratégicos da economia, como o automobilístico, ferroviário, automotivo, naval, de construção civil, agrícola, de embalagens, mecânico, eletroeletrônico, de utilidades domésticas, máquinas, equipamentos e de distribuição.

## História
A COSIPA foi fundada em 1953, um sonho de empreendedores paulistas, dentre eles, Martinho Prado Uchoa, Plínio de Queiroz, Alcides da Costa Vidigal e Herbert Levi. Após mais de dez anos em fase de preparação e projeto, a Usina foi inaugurada em 18 de dezembro de 1963 pelo presidente João Goulart. Em 1966, transformou-se em uma usina siderúrgica integrada a coque. 
Em setembro de 1973, foi criada a holding Siderbrás para controlar e coordenar a produção de aço no Brasil. A companhia recebeu a transferência da participação acionária do BNDES em várias empresas do setor, controlando inicialmente sete empresasː CSN, Usiminas, Cosipa, Cofavi, Cosim, Usiba e Piratini.
Após dois grandes planos de expansão nos anos 70 e 80 e com muitos problemas oriundos da recessão e deficiências administrativas impostas por sucessivas diretorias indicadas pelo Governo, a COSIPA entrou os anos 90 com os resultados mais negativos das siderúrgicas brasileiras.
A partir de 1993, entretanto, a COSIPA deixa de ser uma empresa estatal. Em 20 de agosto desse ano, a empresa é privatizada, através de um leilão na Bolsa de Valores do Estado de São Paulo (atual B3), passando a ser controlada por um grupo de investidores, liderados pela Usiminas. A data da privatização foi o início de uma nova era de objetivos e conquistas, atingidas ano após ano.
A renovação de seu parque industrial, finalizada em 2001, fez com que a COSIPA passasse a operar com capacidade máxima, ou seja, produzir 4,5 milhões de toneladas/ano de aço líquido e conseguiu equacionar os seus problemas ambientais. Estes dois objetivos foram consolidados através de um plano de investimento de R$ 1,1 bilhão nos equipamentos da Usina de Cubatão, sendo R$ 240 milhões destinados somente a equipamentos de controle ambiental.
A partir de meados de 2005, formalmente integrada ao Sistema Usiminas, mantém uma sequência de excelentes resultados financeiros e em todos os demais indicadores empresariais. Bastante integrada à comunidade da Baixada Santista, um dos desafios iniciais no período pós-privatização, a COSIPA se prepara para atingir 5 milhões de toneladas de aço líquido anuais com uma nova Máquina de Lingotamento 4, Conversor 7, linha de Laminação a Quente, a modernização da Máquina de Lingotamento Contínuo 3 e a reforma do Alto Forno 1.
Em março de 2009 teve seu nome alterado para Usiminas, bem como as demais empresas desse grupo.
Em outubro de 2015, sob o contexto da crise econômico/financeira que atingia o país, foi anunciado o encerramento das atividades de produção de aço, provocando milhares de demissões e com reflexos na economia da cidade de Cubatão e da baixada santista, entretanto a usina não foi desativada. As desativações atingiram a metalurgia primária e os equipamentos e atividades a ela relacionados: pátios de minérios, coqueria, sinterização, altos fornos e aciaria. Desativado também o laminador de chapas grossas.
Estão mantidas as linhas de laminação a quente e de laminação a frio, sendo que o laminador de tiras a quente é um dos mais modernos do mundo.

## Frota de locomotivas
Para realizar a movimentação de materia-prima e produtos acabados em um complexo industrial são utilizadas locomotivas de manobra.